# Scriptaphyosemion guignardi
Scriptaphyosemion guignardi es una especie de pez de agua dulce de la familia de los notobranquíidos en el orden de los ciprinodontiformes.

## Morfología
Los machos pueden alcanzar los 6 cm de longitud total.

## Distribución geográfica
Se encuentran en ríos de África: Guinea, Malí, Senegal y Burkina Faso.